# Национал-социалистический блок
Национа́л-социалисти́ческий блок (швед. Nationalsocialistiska Blocket, NSB) — шведская национал-социалистическая партия, образованная в 1933 году в результате слияния Nationalsocialistiska Samlingspartiet, Nationalsocialistiska Förbundet и мелких национал-социалистических организаций, связанных с юристом-правозащитником Свеном Халлстремом в Умео. Позже к блоку присоединился Svensk Nationalsocialistisk Semling.
Лидером партии был полковник Мартин Экстрём. Партия издавала ряд газет: Landet Fritt (Гётеборг), Vår Kamp (Гётеборг), Front Vår (Умео), Nasisten (Мальмё) и Riksposten.
В отличие от других нацистских партий Швеции, Национал-социалистический блок опирался на поддержку высших слоев общества. Партия была заметно меньше двух главных национал-социалистические партий Швеции в то время, SNSP и NSAPСо временем партия ушла с политической арены страны. Приблизительно в конце 1945 года партия распалась.